# John Marshall (industrial)
John Marshall (Briggate, Leeds, 27 de juliol, 1765 - Hallsteads, Watermillock, 6 de juny, 1845), va ser un home de negocis i polític britànic de Leeds, West Yorkshire, Anglaterra.
Fill de Jeremiah, un draper de lli, i la seva dona Mary. Va ser el seu únic fill que va sobreviure del matrimoni. Marshall es va incorporar a l'empresa familiar quan tenia disset anys. Cinc anys més tard, el seu pare va morir i Marshall es va convertir en el soci controlador de l'empresa. Va heretar una casa nova, un magatzem i 7.500 lliures. Poc abans de la mort del seu pare, Marshall va saber que dos homes de Darlington, John Kendrew, un moliner de vidre, i Thomas Porthouse, un rellotger, havien registrat una patent per a una nova màquina de filar lli. Marshall va visitar els homes i va comprar el dret de fer còpies del seu invent. Va passar gran part de la dècada següent intentant millorar el rendiment de les màquines, però va trobar poc èxit fins que va contractar l'enginyer Matthew Murray.
El 1790, va comprar la propietat lliure d'una acre de terra a Water Lane a Holbeck, prop de Leeds. Aquesta era una ubicació ideal per a un molí a causa de la seva proximitat amb el canal de Leeds i Liverpool i l'Aire and Calder Navigation. Aquí, entre 1791 i 1792, va construir Marshall's Mill, un molí d'aigua de sis pisos que utilitzava aigua extreta del proper Hol Beck per filar fil. Marshall va ser capaç de crear prou potència per fer funcionar 7.000 eixos que empraven 2.000 treballadors de la fàbrica. Només una generació abans, la fabricació de fils filats a mà havia estat una indústria artesanal tradicional de Yorkshire.
El 1796, va ser soci (amb Thomas Benyon, Benjamin Benyon i Charles Bage) en la construcció d'un molí de lli a Ditherington, prop de Shrewsbury, que va ser el primer edifici amb estructura de ferro del món.
Al costat del molí de Marshall, va construir el seu projecte més ambiciós: el molí de lli Temple Works entre 1836 i 1840. Temple Works es basava en el temple d'Edfu a Horus a Egipte, amb una xemeneia dissenyada a l'estil d'un obelisc; en aquell moment, es deia que era l'habitació individual més gran del món. Els empleats de Temple Works treballaven 72 hores a la setmana, el 40% de les persones ocupades per Marshall eren dones joves d'entre tretze i vint anys i al voltant del 20% tenien menys de tretze anys. Les condicions als molins de lli d'aquella època eren extremadament càlides i humides a causa del nombre de treballadors i del fet que les condicions humides facilitaven el treball del lli. Malgrat l'edat dels seus treballadors i les condicions a les seves fàbriques, Marshall és considerat com un dels propietaris de fàbriques més liberals de la revolució industrial. A les seves fàbriques, els supervisors no tenien permís per fer servir càstigs corporals als treballadors. Es va animar als nens més petits a assistir a l'escola diürna i els nens grans van rebre educació gratuïta els dilluns a la tarda.
Marshall va participar en la fundació del Leeds Mechanics' Institute i de la Leeds Philosophical and Literary Society. El 1826, va iniciar una campanya per establir la Universitat de Leeds. Marshall també va donar diners a la biblioteca de Leeds.
El 1821 Marshall va ser nomenat Sheriff de Cumberland i el 1826 va ser elegit membre del Parlament de Yorkshire a la Cambra dels Comuns. El 1830, va renunciar al seu seient per problemes de salut i es va retirar a la casa de camp que havia construït el 1815, Hallsteads, prop de Watermillock, a la riba d'Ullswater al Lake District. La casa s'utilitza actualment com a Ullswater Outward Bound Centre.
La propietat de Marshall, després de la seva mort a Hallsteads el 1845, va ser valorada de diferents maneres entre 1,5 milions i 2,5 milions de lliures. Va ser enterrat a l'església al costat de Hallsteads.

## Família
Marshall es va casar amb Jane Pollard, filla de William Pollard, una grapadora de llana i comerciant de roba de Halifax. Les seves tres germanes solteres (Ann, Catharine i Eleanor) es van traslladar a una casa anomenada Old Church, prop de Hallsteads, el 1829. Jane havia conegut Dorothy Wordsworth mentre Dorothy era a l'escola a Halifax, i hi ha referències de visites a Hallsteads i Old Church i correspondència de Dorothy i William Wordsworth.
Marshall i Jane van tenir onze fills. El seu fill gran William va ser diputat de Beverley, Carlisle i East Cumberland El seu segon fill John va ser diputat de Leeds 1832–1835, i el tercer fill James Garth va ocupar el mateix escó entre 1847–1852. El quart fill, Henry Cowper, va ser alcalde de Leeds 1842–1843. La seva filla Julia Anne (1809–1841) es va casar amb el reverend Henry Venn Elliott el 1833 i va escriure les paraules de diversos himnes a la publicació del seu marit Psalms and Hymns for Public, Private and Social Worship (1835): no va ser reconeguda fins a la tercera impressió el 1839 quan es van afegir les seves inicials a l'índex.